# 麻生美代子
麻生美代子（日语：／ Asō Miyoko，1926年4月7日—2018年8月25日），日本女性配音員、演員。東京俳優生活協同組合最終所屬。身高150cm。A型血。

## 生平

### 成長時期
麻生美代子出生於東京府北豐島郡瀧野川區田端（現東京都北區田端），成長於東京市下谷區御徒町（現東京都台東區徒町）。她原本從事天文觀測以確認前海軍艦艇和飛機的位置。1945年遭受東京大轟炸襲擊。她被疏散到母親的家鄉千葉縣，並患有肺病，花了大約兩年的時間專心療養。

### 職業生涯
之後，麻生進入文化學院，並受朋友邀請加入新兒童劇團，因此她學生時代開始決定從事演藝事業。1947年，她加入新兒童劇團。也曾師從小堀誠。在對成人戲劇產生興趣後，她於1956年7月加入劇團葦，在繼續表演的同時，還出演廣播劇以賺取收入，主要從事舞台劇演員和配音員的工作。1963年4月，麻生離開劇團葦，同年8月加入劇團新劇場。之後，她在江崎Production工作，最後加入東京俳優生活協同組合。
她曾經在報社工作，作為報社記者進行採訪。商業廣播開始前後，她參加了TBS第1期播報員的招聘考试，並通過了考試，但因之前患有肺病而在體檢時而被拒絕。
在動畫《海螺小姐》裡，她從1969年10月5日開播到2015年9月27日為止飾演磯野船一角，以充滿母性溫柔平靜的聲音受到了好評。多年被譽為「日本媽媽」，深受粉絲喜愛。
2006年，麻生在市川準執導的真人電影《青青校樹》飾演加藤武的妻子和Terry伊藤的母親。
2009年6月，她因突發疾病（後來公佈是腸阻塞）短暫休業。因此，由谷育子在《海螺小姐》代演磯野舟一個星期（6月14日播出），而池田昌子在《和風總本家》代班擔任旁白大約1個月。在《海螺小姐》正篇故事開頭字幕播放麻生美代子休業期間由谷育子代班的訊息。

### 晩年、死去
2011年，麻生因《海螺小姐》與加藤綠、永井一郎、貴家堂子一起榮獲第7屆東京動畫獎功勞獎。
2012年，獲得第6屆聲優Awards「功勞獎」。
2015年，她從演了約46年《海螺小姐》的磯野舟一角中畢業，並於同年9月27日播出。考慮到麻生的年齡，繼任者是寺內順惠。
雖然麻生已經從磯野舟一角卸任，但仍在《和風總本家》繼續負責旁白解說的工作，從2017年8月24日的播出集數開始，她與島本須美分擔擔任旁白解說的工作，並在2018年3月22日的播出集數中畢業。同年3月20日為該節目錄製旁白是她生前的最後一份工作。
2018年8月25日上午7時23分因高齡去世，享耆壽92歲。訃聞於9月3日公佈。據其經紀公司理事長朝田孝二的說法，她在去世的前一天晚上沈睡了很長的時間，朝田和她的親屬聚集在一起照顧她，說她最後一刻好像在微笑。
麻生去世後，2018年9月6日播出的《和風總本家》在節目結束時播放了追悼VTR，並附上她生前的照片和旁白「日本真棒～又到了和風總本家的時間了」，還播放了一條悼念信息，上面寫著「謝謝你，麻生女士，在此為您哀悼祈福」。即使在她生前飾演磯野舟的《海螺小姐》9月9日播出集數裡也播放了悼念麻生的字幕。

## 人物、逸事
音域：女低音～次女高音。
經常在動畫和外國電影演出。
她本身具有日本女性溫柔的聲音特徵，因此演過許多老年和高齡女性的角色，以及中年和老年女性的角色。
其興趣很廣，包括香頌、游泳、油畫，特別是水肺潛水，她從47歲一直持續到80歲。她開始潛水是因為她熱愛大海。特長：演畫。
雖然她承認自己是個重度吸菸者，但在她去世前兩年就已經戒菸戒酒了。據相關人士透露，她沒有任何已知的疾病，自2018年4月完成最後一份工作以來一直精神良好。
執照、資格：普通汽車。
曾經有一段時間，她的父親在師傅的指導下接受表具師的訓練。她的丈夫是音響監督左近允洋
。已於2008年3月10日去世，她在同月14日播出的《徹子的房間》曾經作為來賓演出，這是一場為丈夫哀悼的秘密演出。
經常出現在鈴置洋孝企劃製作的舞台劇上。鈴置給麻生《煙霧迷濛了雙眼》的劇本，並懇求她在自己企劃製作的舞台上表演，但麻生第一次閱讀該劇本的印象是「這有什麼有趣的？」。2006年，鈴置洋孝去世時，麻生說「我不敢相信《煙霧迷濛了雙眼》會成為現實!! 這個笑話太刺耳了。我都不記得自己說過多少次了」。鈴置洋孝死後，麻生在由與鈴置有關的人組成的演劇集團「鈴舟」擔任「船夫」。
在《海螺小姐》裡，麻生是常駐配音團隊裡面最年長的，因此錄音室現場管理由她負責。磯野舟也有淑女般的性格，但麻生本人被朝田孝二說是「開朗又有魅力的奶奶」，而飾演河豚田海螺的加藤綠則說「如果有任何問題，可以和麻生女士聊聊，她是個值得信賴的前輩」，雖然麻生已經80多歲了，但聲音依然洪亮，舌頭很光滑，作為前輩，她是大家的目標。
在她晚年的最後幾年，與年輕演員的互動是一種「能量的來源」，大約每月兩次邀請來她家，請吃家常飯菜和喝酒。對此，麻生說「當演員是無法謀生的。我最清楚這一點。這就是我請他們吃飯的原因。我是一個母親嗎？當我和年輕人在一起時，我覺得他們與我分享我的青春。這是我現在的人生目標」。
增山江威子是新兒童劇團（現劇團新兒童）的成員時，師從麻生負責教學。前面提到，麻生小時候也是同一劇團的成員，所以她們之間是一種前輩和後輩的關係。

## 繼任
麻生因高齡畢業和逝世後，以下人員接替了這些角色和旁白：
| 繼任       | 角色名       | 概要作品              | 繼任初次擔當作品      |
| ---------- | ------------ | --------------------- | --------------------- |
| 寺內順惠   | 磯野舟       | 《海螺小姐》          | 2015年10月4日播出集數 |
| 島本須美   | 旁白         | 《和風總本家》        | 2018年4月12日播出集數 |
| 勝生真沙子 | 花拉仙子     | 《睡美人》            | 《小公主蘇菲亞》      |
| 江森浩子   | 羅田麥爾     | 《教教我吧！TRY老師》 | 2022年                |
| 堀越真己   | 奶酪火鍋小姐 | 《麵包超人》          | 2023年11月3日播出集數 |
| 真山亞子   | 可崘         | 《亂馬½》             | 2024年版              |

## 演出
粗體字表示主要角色。

### 電視動畫
1963年
- 原子小金剛 (1963年版)（日语：鉄腕アトム (アニメ第1作)）

1967年
- 魔法使莎莉 (1966年版)（1967年—1968年，無敵婆婆[33]）
- 緞帶騎士（奶媽）

1968年
- 小茜（日语：あかねちゃん）（園長[34]）
- （巴巴巴）

1969年
- 鬼太郎 (第1作)
- 海螺小姐（1969年—2015年，磯野舟〈初代〉[19]）
- 夠了！阿太郎 (1969年版)（日语：もーれつア太郎）

1970年
- 甜蜜小天使 (1969年版)（菊）
- 昆蟲物語 孤兒哈奇 (1970年版)

1971年
- 明日之丈（百合的母親）[注 4]
- 飄泊的太陽（峰靜子）[注 5]
- 猿飛小悅子
- 不可思議的梅璐萌（渡梅璐萌的祖母）

1972年
- 橡樹摩克（日语：樫の木モック）（魔女、老人魚）

1973年
- 小青蛙（日语：けろっこデメタン）（盛子、谷西）
- 根性青蛙（1973年—1974年，南好雄的母親[35] 等）
- 山鼠洛基查克（日语：山ねずみロッキーチャック）（旁白、格蘭妮奶奶）

1974年
- 阿爾卑斯的少女海蒂（羅田麥爾女士）
- 科學小飛俠（老婆婆）
- 昆蟲物語 新孤兒哈奇（阿古林）
- 瓢蟲之歌（一週休美）

1975年
- 蜜蜂瑪雅歷險記（日语：みつばちマーヤの冒険）（卡桑德拉老師[36]）

1976年
- 小甜甜（瑪麗·珍）
- 頑童歷險記（日语：ハックルベリィの冒険）（華生）
- 尋母三千里（卡特莉娜）
- 皮科里諾的冒險（日语：ピコリーノの冒険）（茱麗葉[37]、旁白[37]）

1977年
- 排球英雌（聖加代）
- 浣熊拉斯卡爾（哈克特夫人）
- 棒球少年貫太（日语：一発貫太くん）（戶馳久美子[38]）
- 西頓動物記：熊之子傑基（日语：シートン動物記 くまの子ジャッキー）（伊蓮[39]）
- 女王陛下的小天使小偵探（日语：女王陛下のプティアンジェ）（芭芭拉[40]）
- 保羅歷險記（魔女、加喬）
- 機器人之子比頓（日语：ろぼっ子ビートン）

1978年
- 鬥將戴摩斯（1978年—1979年，阿金、瑪格麗特）
- 佩琳物語（太太、拉露克麗阿姨）
- 星星王子 小王子（日语：星の王子さま プチ・プランス）（媽媽）
- 若草的夏洛特（日语：若草のシャルロット）（老婆婆）

1979年
- 清秀佳人（瑞秋·林德）
- 銀河鐵道999（菲梅爾、宿舍阿姨）
- 西頓動物記：小松鼠斑斑（旁白[41]）
- 前髮太郎（日语：まえがみ太郎）（老婆婆[42]）

1980年
- 尼爾斯的不可思議之旅（1980年—1981年，阿加爾、弗雷德的母親 等）
- 少爺（清[43]）

1981年
- 新·根性青蛙
- 你好！珊蒂貝爾（日语：ハロー!サンディベル）（史考特夫人）
- 真知子老師（麻衣松子）

1982年
- 仙女座物語（日语：アンドロメダ・ストーリーズ）（多良間）
- 我的青春的阿卡迪亞 無限軌道SSX（日语：わが青春のアルカディア 無限軌道SSX）（安妮塔）
- 南方彩虹的露西（奶奶）

1983年
- 青少棒揚威記（谷口隆雄的母親）
- 漫畫日本史（日语：まんが日本史 (日本テレビ)）（寧寧）

1984年
- 宗谷物語（日语：宗谷物語）（菊江）
- （莫里）

1985年
- 福星小子 (1981年版)（老婆婆）

1986年
- 青春動畫全集（日语：青春アニメ全集）
  - 「野菊之墓（日语：野菊の墓）」（富美）
  - 「緬甸的豎琴（日语：ビルマの竪琴）」（老婆婆）

1987年
- 格林名作劇場（1987年—1988年，魔法使、魔女）[注 6]

1988年
- 新格林名作劇場（魔女）
- 甜蜜小天使 (1988年版)（阿菊婆婆）

1989年
- 亂馬½ 熱鬥篇（1989年—1992年，可崘（日语：コロン (らんま1/2)）、祈禱師）

1990年
- 大耳鼠（侍女）

1991年
- 丸出日太夫（老闆的母親）

1992年
- 妙廚老爹（千代）
- 看了就會變強 暢快！橫綱動畫 啊啊播磨灘（日语：ああ播磨灘）（今村多惠）

1994年
- 幽☆遊☆白書（長老）

1995年
- 動畫世界的童話（日语：世界名作童話シリーズ ワ〜ォ!メルヘン王国）（野老鼠）
- 美國鼠譚（媽媽）
- 羅密歐的藍天（美美·羅西）

1998年
- 吸血姬美夕（水族館館長〈八百比丘尼〉）
- 危險調查員（雪莉·巴納姆）

2001年
- 銀河冒險戰記 the second stage（奶奶）

2002年
- 犬夜叉（生姜）
- 麵包超人（奶酪火鍋小姐〈初代〉）

2003年
- 鋼之鍊金術師（2003年—2004年，比拿可·洛克貝爾[44]）
- 人生交叉點（廣川幸）
- 名偵探柯南（2003年—2009年，觀野彌生、高遠小惠子）

2004年
- 銀河鐵道物語（草薙米）
- 瑪莉亞的凝望（上村修女）1系列 + 特別篇

2007年
- 魔女獵人（薩爾曼）
- 惡魔獵人（瑪格麗特）

2008年
- 紅（老婆婆）
- 全力兔（業務兔的祖母）

2009年
- CLANNAD ～AFTER STORY～（岡崎史乃）
- 鋼之鍊金術師 FULLMETAL ALCHEMIST（比拿可·洛克貝爾）

### 電影動畫
1974年
- 傑克與豌豆（日语：ジャックと豆の木 (1974年の映画)）（母親）

1979年
- 劇場版 阿爾卑斯的少女海蒂（奶奶）
- 劇場版 銀河鐵道999（十郎的母親）

1981年
- 劇場版 青少棒揚威記（谷口隆雄的母親）

1982年
- 劇場版 綠野仙蹤（日语：オズの魔法使い (1982年の映画)）（北方魔女）
- 哆啦A夢：大雄的大魔境（侍女）

1983年
- 劇場版 最後的冠軍（日语：ナイン (漫画)）（安田雪美的祖母）

1988年
- （野澤光子）

1991年
- 亂馬½：中國寢崑崙大決戰！規則無視的激鬥篇!!（日语：らんま1/2 中国寝崑崙大決戦! 掟やぶりの激闘篇!!）（姥姥（日语：コロン (らんま1/2)））

1992年
- 亂馬½：決戰桃幻鄉！奪回新娘子!!（日语：らんま1/2 決戦桃幻郷! 花嫁を奪りもどせ!!）（可崘（日语：コロン (らんま1/2)））
- Little Twins：我們的夏天在飛翔（日语：リトルツインズ）（原）

1996年
- 勇者鬥惡龍：羅德的紋章（格蘭）

2000年
- 哆啦A夢：大雄的太陽王傳說（侍女）

2005年
- 劇場版 鋼之鍊金術師：森巴拉的征服者（比拿可·洛克貝爾）

2010年
- 劇場版 怪談餐館（麗子的祖母）

### OVA
1988年
- 雷諾尼都紀事 屠龍者傳說（舍林）

1989年
- 紅牙 Blue Sonnet（日语：紅い牙）（鏑木）

1990年
- 幸福的形式（日语：しあわせのかたち）（仲居）

1992年
- Little Twins（日语：リトルツインズ）（原）

1993年
- 亂馬½ 珊璞暴變！反轉寶珠惹的禍（可崘（日语：コロン (らんま1/2)））

1994年
- 亂馬½ 道場繼承者 前篇（可崘）

1995年
- 亂馬½ SUPER 破戀洞的詛咒！吾愛永存（可崘）

2010年
- 亂馬½ 惡夢！春眠香（日语：らんま1/2 悪夢!春眠香）（可崘）

2011年
- FAIRY TAIL ～歡迎光臨妖精Hills!!（希爾達）

2017年
- 魔法使的新娘 等待繁星之人（新倉真弓〈老婆婆〉）[注 7]

### 網路動畫
- 亡念的扎姆德（2008年，聖諾瓦[45]）

### 遊戲
1990年
- 亂馬½（日语：らんま1/2 (PCエンジン)）（可崘（日语：コロン (らんま1/2)））[注 8]

1991年
- 亂馬½ 囚禁的新娘（日语：らんま1/2 とらわれの花嫁）（可崘）

1992年
- 亂馬½ 打倒，元祖無差別格鬥流！（日语：らんま1/2 打倒、元祖無差別格闘流!）（可崘）

1996年
- TIZ -Tokyo Insect Zoo-（日语：TIZ -Tokyo Insect Zoo-）（白蟻女王）

2001年
- 松本零士999 ～Story of Galaxy Express 999～（日语：松本零士999 〜Story of Galaxy Express 999〜）（大山攝子）

2003年
- 喀喀喀的鬼太郎 異聞妖怪奇譚（日语：ゲゲゲの鬼太郎 異聞妖怪奇譚）

2004年
- 鋼之鍊金術師2 紅色靈藥的惡魔（日语：鋼の錬金術師2 赤きエリクシルの悪魔）（比拿可·洛克貝爾）

2005年
- 王國之心II（花拉仙子）

2006年
- CLANNAD（岡崎史乃）

2010年
- 王國之心 夢中降生（花拉仙子）

### 外語配音

#### 演員
科琳·杜赫斯特
- 清秀佳人系列（瑪麗拉·卡斯柏）
  - 清秀佳人
  - 清秀佳人3（英语：Anne of Green Gables: The Continuing Story）
  - 清秀佳人2（英语：Anne of Green Gables: The Sequel）
- 伴你一生（英语：Dying Young）（埃斯特爾·惠蒂爾）
- 死亡禁地（亨利埃塔·多德）

瑪倫·斯塔普萊頓
- 冤家鬥冤家（英语：Passed Away (film)）（瑪麗·斯坎蘭）
- 魔繭（英语：Cocoon (film)）（瑪麗·盧克特）
- 魔繭續集（英语：Cocoon: The Return）（瑪麗·盧克特）※朝日電視台版。

#### 電影
- 阿達一族大集合（英语：Addams Family Reunion）（奶奶（英语：Grandmama (The Addams Family)）〈愛絲黛兒·哈里斯〉）
- 王牌大賤諜系列（佛·法比西娜（英语：Frau Farbissina）〈明蒂·史特林（英语：Mindy Sterling）〉）
  - 王牌大賤諜
  - 王牌大賤諜2：時空賤諜007
  - 王牌大賤諜3：夠MAN吧（莎朗·奧斯朋（英语：Sharon Osbourne））
- 裸足佳偶（愛瑟兒·賓士夫人〈米爾德麗德·納特威克〉）※東京12頻道版。
- 阿爾卡特茲的養鳥人（英语：Birdman of Alcatraz (film)）（史黛拉·約翰遜〈比提·菲露（英语：Betty Field）〉）※朝日電視台版。
- 冷山（曼蒂〈艾琳·阿特金斯〉）※影碟版。
- 來看天堂（英语：Come See the Paradise）（河村太太〈星靜子（英语：Shizuko Hoshi）〉）※影碟版。
- 黑街喋血（英语：Coogan's Bluff (film)）（艾倫·林格曼〈比提·菲露〉）※日本電視台版。
- 吾愛吾父（英语：Dad (film)）（貝蒂·特里蒙特〈奧林匹亞·杜卡基斯〉）※VHS版。
- 喪屍特警（英语：Dead Heat）（格特魯德·貝爾曼〈伊馮娜·皮蒂〉）※富士電視台版[注 9]。
- 觸目驚心（英语：Deceived）（艾德麗安·桑德斯〈凱特·里德（英语：Kate Reid）〉）
- 淘氣阿丹（英语：Dennis the Menace (film)）（瑪莎·威爾遜〈瓊安·普洛萊特〉）
- 恐怖德古拉（英语：Dracula (1958 film)）（格爾達〈奧加·迪基（英语：Olga Dickie）〉）
- 夢童（英语：Dreamchild）（艾莉絲·哈格里夫斯〈卡羅爾·布朗〉）※朝日電視台版。
- 溫馨接送情（黛西·韋桑〈潔西卡·坦迪〉）※機內上映版。
- 飛輪喋血（英语：Duel (1971 film)）（史納凱拉馬女士〈露西兒·本森（英语：Lucille Benson）〉）※朝日電視台版。
- 沙丘魔堡（凱斯·海倫·莫希阿姆（英语：Gaius Helen Mohiam）〈沙恩·菲利普斯〉）※朝日電視台版[注 9]。
- 塵埃（英语：Dust (2001 film)）（安琪拉〈羅絲瑪麗·墨菲（英语：Rosemary Murphy）〉）
- 巫山大逃亡（英语：Escape to Witch Mountain (1975 film)）（格林德利太太〈瑞塔·蕭（英语：Reta Shaw）〉）※劇院公映版。
- 夜戀（英语：Evening (film)）（安·格蘭特·羅德〈凡妮莎·蕾格烈芙〉）
- 與我同行（英语：Follow Me! (film)）（弗雷默小姐〈安妮特·克羅斯比（英语：Annette Crosbie）〉）※日本電視台版。
- 戰地鐘聲（皮拉爾〈卡汀娜·帕辛歐〉）※TBS版。
- 狂兇記（英语：Frenzy）（格拉迪斯〈艾西·蘭多夫（英语：Elsie Randolph）〉）※朝日電視台版。
- 油炸綠蕃茄（妮尼·斯萊特古德〈潔西卡·坦迪〉）
- 亂世佳人（媽咪〈哈蒂·麥克丹尼爾〉）※JAL機內上映版。
- 誰來晚餐（瑪麗·普倫蒂斯〈比婭·理查茲〉）
- 哈利·波特：消失的密室（龐芮夫人〈潔瑪·瓊斯（英语：Gemma Jones）〉[46]）
- 夏威夷（英语：Hawaii (1966 film)）（瑪瑪拉女王〈若瑟琳·拉加德〉）※TBS版。
- 惡夜追緝令（瑪瑪·卡萊巴〈比婭·理查茲〉）※朝日電視台版[注 9]。
- 蜘蛛王國（英语：Kingdom of the Spiders）（貝蒂·約翰遜）
- 一籠傻鳥2（英语：La Cage aux Folles II）（巴爾迪太太〈寶拉·博伯尼（英语：Paola Borboni）〉）
- 魔王迷宮（雜耍淑女〈演：卡倫·普雷爾（英语：Karen Prell）、聲：丹妮絲·布呂爾（英语：Denise Bryer）〉）※富士電視台版。
- 最後魔鬼英雄（英语：Last Action Hero）（丹尼的學校老師〈瓊安·普洛萊特〉）※富士電視台版[注 10]。
- 原野百合花（聖母瑪麗亞〈莉莉婭·斯卡拉〉）
- 小婦人（英语：Little Women (1949 film)）（馬奇阿姨〈露塞爾·沃特森（英语：Lucile Watson）〉）※NHK版。
- 愛你、戀你、想你（金妮阿姨〈凱瑟琳·赫本〉）
- 生死戀（艾德琳·帕默·瓊斯〈伊索貝爾·埃爾索姆（英语：Isobel Elsom）〉）※日本電視台舊錄製版。
- 豔賊（伯妮絲·埃德加〈路易絲·萊瑟姆（英语：Louise Latham）〉）※朝日電視台版。
- 兩小無猜（美樂蒂的祖母〈希爾達·巴里〉）※LD版[注 9]。
- 天使不設防（潘吉·米爾班克〈珍·史塔波頓〉）
- 心靈真愛（阿桑塔·維塔利〈克蘿麗絲·利奇曼〉）
- 好奇心（英语：Murmur of the Heart）
- 冤家鬥冤家（英语：Passed Away (film)）（瑪麗·斯坎蘭〈瑪倫·斯塔普萊頓〉）
- 非關女孩（多蒂奶奶〈愛麗絲·德拉蒙德（英语：Alice Drummond）〉）
- 陰風怒吼（坦吉納·巴倫斯〈薩爾達·魯賓斯坦（英语：Zelda Rubinstein）〉）
- 驚魂記2（埃瑪·斯普爾（英语：Emma Spool）〈克勞蒂亞·布萊亞（英语：Claudia Bryar）〉）
- 落跑新娘（英语：Runaway Bride (film)）（瑪姬的祖母〈吉恩·謝特勒〉）
- 突破煉獄
- 聖誕快樂又瘋狂（英语：Santa Claus: The Movie） ※朝日電視台版。
- 稻草人（英语：Scarecrow (1973 film)）（達琳〈艾琳·布倫南〉）※朝日電視台版。
- 銀線號大血案（英语：Silver Streak (film)）（麗塔·巴布特里〈露西兒·本森〉）※朝日電視台版。
- 與敵共眠（英语：Sleeping with the Enemy）（克洛伊·威廉斯〈伊莉莎白·勞倫斯（英语：Elizabeth Lawrence (actress)）〉）※影碟版。
- 南方之歌（強尼的祖母〈露塞爾·沃特森（英语：Lucile Watson）〉）※BVHE版。
- 龍飛鳳舞（英语：Staying Alive (1983 film)）（東尼·馬內羅的母親〈茱莉·波瓦索（英语：Julie Bovasso）〉）
- 超人再起（瑪莎·肯特（英语：Jonathan and Martha Kent）〈伊娃·瑪莉·桑特〉）
- 證言（英语：Testament (1983 film)）（法妮亞〈莉莉婭·斯卡拉〉）※朝日電視台版。
- 紐約大怪談（英语：The Believers）
- 班尼固德曼傳（英语：The Benny Goodman Story）（多拉·固德曼）
- 福祿雙霸天（企鵝〈凱瑟琳·費里曼（英语：Kathleen Freeman）〉）※富士電視台舊錄製版。
- 德古拉的新娘（英语：The Brides of Dracula）（朗女士〈莫納·沃什伯恩（英语：Mona Washbourne）〉）※TBS版、（葛蕾塔〈芙蕾達·傑克遜（英语：Freda Jackson）〉）※富士電視台版。
- 狼人的詛咒（英语：The Curse of the Werewolf）（女僕〈伊馮娜·羅曼（英语：Yvonne Romain）〉）※富士電視台版[注 11]。
- 魔水晶（奧古拉／“秘密”守護者〈比利·懷特勞〉）※VHS版、富士電視台版、BD版。
- 永恆（英语：The Eternal (film)）（費里特太太〈露易絲·史密斯〉）
- 大法師（瑪麗·卡拉斯〈瓦西里基·馬利亞羅斯〉）※日本電視台版[注 9]。
- 法國中尉的女人（特蘭特太太〈夏洛特·米切爾（英语：Charlotte Mitchell）〉）※TBS版。
- 瘋狂大賽車（英语：The Great Race）（海絲特·古德博迪〈維維安·萬斯〉）※朝日電視台版。
- 大淘金（英语：The Italian Job）（蜜桃小姐）※機內上映版。
- 笑彈龍虎榜（市長〈南希·馬錢德〉）※影碟版。
- 西部執法者（英语：The Outlaw Josey Wales）（莎拉·特納〈寶拉·特魯曼（英语：Paula Trueman）〉）※朝日電視台版。
- 時間機器（華赦太太〈多麗斯·勞埃德（英语：Doris Lloyd）〉）
- 時光機器（華赦太太〈寶費莉達·洛（英语：Phyllida Law）〉）※影碟版。
- 生靈勿進（索菲·科茲馬〈簡·亞歷山大〉）
- 恩怨情天（英语：The Unforgiven (1960 film)）（哈加爾·羅林斯〈瓊·沃克（英语：June Walker）〉）
- 鹿苑長春（英语：The Yearling (film)）（奧利·巴克斯特〈珍·惠曼〉）※朝日電視台版。
- 二十加二（英语：Twenty Plus Two）（埃莉諾·德萊尼〈阿格尼絲·穆爾黑德〉）※富士電視台版。
- 弱者女人（英语：Women Are Weak）（安妮特的母親）※富士電視台版[注 12]。

#### 電視影集
- 白羅神探：失踪的遺囑（英语：Poirot Investigates）（莎拉）※NHK版。
- 神仙家庭（英语：Bewitched）（菲利斯·史蒂芬斯〈代配／梅布林·艾伯森（英语：Mabel Albertson）〉）
- 霹靂嬌娃（第1季：瑪吉·坎寧安、第2季：多莉·史密斯）
- 神探可倫坡
  - 第1季（瑪蒂達·富蘭克林〈瓊·肖利（英语：Joan Shawlee）〉、多麗絲·巴克納〈艾達·盧皮諾〉）
  - 第2季（莉茲·菲爾丁〈瑪娜·洛伊〉）※日本電視台版。
  - 第3季（愛德娜·巴斯凱特·布朗〈艾達·盧皮諾〉）
  - 第7季（凱特·奧康奈爾〈珍妮特·諾蘭（英语：Jeanette Nolan）〉）※日本電視台版。
  - 第8季（海倫·亨德里克斯〈瑪戈·雷德蒙德〉）
  - 第10季（路易絲·海耶斯〈派翠西亞·休森〉）
- 超時空奇俠（護士）
- 荒野女醫情（英语：Dr. Quinn, Medicine Woman）（奧利弗·戴維斯〈蓋爾·史特瑞蘭德（英语：Gail Strickland）〉）
- 急診室的春天（第3季：瑪庫庫托〈維拉·洛克伍德〉、第4季：羅雷托〈珍妮特·羅特布拉特〉、第5季：福洛西·哈頓〈帕特里夏·弗雷澤〉、第12季：普拉〈黛安·拉德〉）
- 布偶奇遇記（英语：Fraggle Rock）（戈爾格媽媽〈聲：邁拉·弗里德→謝麗爾·華格納（英语：Cheryl Wagner）〉）
- 游擊英雄（特蕾莎·多內特〈朱莉·哈里斯〉）
- 我夢見珍妮（英语：I Dream of Jeannie）（安東尼·“東尼”·納爾遜的母親〈斯普林·白靈頓（英语：Spring Byington）〉 等）
- 珍·瑪波：沉睡謀殺案（英语：Sleeping Murder）（可卡）
- 盧·格蘭特（英语：Lou Grant）（瑪格麗特·瓊斯·品欽〈南希·馬錢德〉）
- 夏威夷之虎 (第1季)（莉娜·格林伯格）
- 邁阿密風雲（第1季：穆里爾·戈德曼、第2季：女祭司查塔〈厄莎·凱特〉）
- 神經妙探 (第2季)（朱莉·帕洛的祖母）
- 怪獸 (第1季)（英语：Monsters (American TV series)）（六月）
- 我的汽車媽媽（英语：My Mother the Car）（格拉迪斯·克拉布特里〈安·蘇絲倫（英语：Ann Sothern）〉）
- 亂世佳人（英语：Scarlett (miniseries)）（埃莉諾·巴特勒〈朱莉·哈里斯〉）
- 福爾摩斯探案
  - 紅樺莊探案 （史托柏所長）
  - 單身貴族探案（佛羅倫斯夫人）
  - 三面人形牆探案（瑪麗·馬伯利）
  - 四個神秘的簽名（巴恩斯通太太）
- 豪門新人類（英语：The Beverly Hillbillies）（簡·海瑟薇〈南西·庫爾普（英语：Nancy Kulp）〉）※富士電視台版。
- 無敵女金剛 (第3季)（英语：The Bionic Woman）（辛普森太太〈維奧拉·凱茨·斯丁普森〉）
- 法網恢恢（亨德里克斯太太〈多琳·麥連〉）
- 打擊魔鬼（英语：The Man from U.N.C.L.E.）（威瑟斯彭〈瑞塔·蕭（英语：Reta Shaw）〉、西蒙太太）
- 北非沙漠行動 (第2季)（英语：The Rat Patrol）（阿爾諾女士）
- 陰陽魔界 (第5季)（菲尼太太〈康尼·吉爾克里斯特（英语：Connie Gilchrist）〉）
- 銀河飛龍 (第2季)（莎拉·金斯利博士〈派翠西亞·史密斯（英语：Patricia Smith (actress)）〉）
- 維加斯（英语：Vegas (1978 TV series)）（貝拉·阿徹巡査部長〈娜歐蜜·史蒂文斯（英语：Naomi Stevens）〉）

#### 動畫
- 救難小福星（斯威尼）
- 小飛象（大象普蕾希）※NHK版。
- 放牛吃草（珍珠·蓋斯納）
- 米老鼠群星會（英语：House of Mouse）（花拉仙子）
- 羅賓漢（兔媽媽）※劇院公映版[注 13]。
- 睡美人（花拉仙子[47]）※BVHE版。
- 駭客任務立體動畫特集（老婆婆）
- 救難小英雄（於莉）※劇院公映版。

### 電視劇
- The Guard Man（日语：東京警備指令 ザ・ガードマン） 第87回（1966年12月2日，TBS）—飾 女中（日语：女中）
- 迪倫～命運之犬（日语：ディロン〜運命の犬）（2006年，NHK）
- 魂生（日语：魂萌え!）（2006年，NHK）
- 翼（日语：つばさ (2009年のテレビドラマ)）（2009年，NHK）—飾 摺鶴婆婆

### 電影
- 青青校樹（日语：あおげば尊し (2006年の映画)）（2005年）—飾 峰岸光一的母親
- 我跟蹤貓（日语：私は猫ストーカー）（2009年）—飾 房東

### 舞台
- 哈洛與茂德
- 鈴置洋孝企劃製作
  - 煙霧迷濛了雙眼
  - 星塵
  - 見果てぬ夢
  - 心繫舊金山（英语：I Left My Heart in San Francisco）
  - 每個人都需要有人愛（英语：Everybody Loves Somebody）
  - 愛情單程票（英语：One Way Ticket (Neil Sedaka song)）
  - 月河
  - 無法克制的愛
  - 這個美妙的世界
- 雷電
  - 雷電支度部屋
  - 雷電披露宴
  - 雷電甲子園

### 旁白
- （NHK）
- 日本和風檢定→和風總本家（日语：和風総本家）（東京電視台→大阪電視台）
- Aura之泉（日语：オーラの泉）（朝日電視台）
- NEWS STATION（朝日電視台）
- （BS JAPAN）—片頭旁白
- 我家寶貝大冒險（日语：はじめてのおつかい (テレビ番組)）（日本電視台）

### 人偶劇
- 兒童人偶劇場（日语：こどもにんぎょう劇場）「分福茶釜」（NHK教育）

### 廣告
- 農協 經濟聯（日语：経済農業協同組合連合会）（旁白，1988年）
- 公共廣告機構（日语：ACジャパン）（1988年，限電台廣告）
- Hakubaku（日语：はくばく） 「骨太家族」（旁白，1993年）
- 花王 （旁白，1998年）
- 龜田製 「婆婆米果（日语：ぽたぽた焼き）」（婆婆的聲音，1998年）
- 家庭教師的TRY（日语：家庭教師のトライ）「教教我吧！TRY老師（日语：教えて!トライさん）」（羅田麥爾的聲音，2012年）

### 廣播節目
- 路德時間『[未定义] 错误：{{Lang}}：无文本（帮助）』（日本路德時間，東京電台→TBS電台 等）
  - （1959年12月27日播出）—飾 山本富美子的母親

### 其它
- （富士電視台）—準常駐

## 腳註

## 外部連結
- 麻生美代子｜東京俳優生活協同組合，存于 （日語）
- 日本電影數據庫（JMDb）上麻生美代子的資料（日語）
- 麻生美代子 （日語）—allcinema（日语：allcinema）
- 麻生美代子 （日語）—KINENOTE
- Miyoko Asô在互联网电影资料库（IMDb）上的資料（英文）
- 麻生美代子 （日語）—MOVIE WALKER PRESS（日语：MOVIE WALKER PRESS）
- 麻生美代子 （日語）—電影.com（日语：映画.com）